# Liste der Baudenkmäler in Stettfeld
Auf dieser Seite sind die Baudenkmäler in der unterfränkischen Gemeinde Stettfeld zusammengestellt. Diese Tabelle ist eine Teilliste der Liste der Baudenkmäler in Bayern. Grundlage ist die Bayerische Denkmalliste, die auf Basis des Bayerischen Denkmalschutzgesetzes vom 1. Oktober 1973 erstmals erstellt wurde und seither durch das Bayerische Landesamt für Denkmalpflege geführt wird. Die folgenden Angaben ersetzen nicht die rechtsverbindliche Auskunft der Denkmalschutzbehörde.
 Diese Liste gibt den Fortschreibungsstand vom 21. April 2022 wieder.

## Baudenkmäler
| Lage                                                    | Objekt                                     | Beschreibung | Akten-Nr.     | Bild           |
| ------------------------------------------------------- | ------------------------------------------ | --- | ------------- | -------------- |
| Am Rathaus 1 (Standort)                                 | Wohnhaus                                   | zweigeschossiges Walmdachhaus mit Fachwerkobergeschoss, 17./18. Jahrhundert | D-6-74-201-4  | weitere Bilder |
| Am Rathaus 4 (Standort)                                 | Altes Schulhaus                            | zweigeschossiger Halbwalmdachbau mit Eckpilastern, Sandstein, bezeichnet 1786 | D-6-74-201-5  | weitere Bilder |
| Bärnheide, am Weg nach Deusdorf, am Waldrand (Standort) | Kruzifix                                   | Sandstein, bez. 1906 | D-6-74-201-21 | Kruzifix       |
| Hauptstraße 16 (Standort)                               | Wohnhaus                                   | zweigeschossiger Walmdachbau mit geohrten Rahmungen und Fachwerkobergeschoss, 1. Hälfte 19. Jahrhundert                                                                                         | D-6-74-201-8  | Wohnhaus       |
| Hauptstraße 23 (Standort)                               | Ehemaliges Rathaus                         | jetzt Museum, zweigeschossiger und giebelständiger Satteldachbau mit spitzbogigen Tordurchgang und Fachwerkobergeschoss, 1673, im Kern wohl gotisch                                             | D-6-74-201-9  | weitere Bilder |
| Hauptstraße 25 (Standort)                               | Katholische Pfarrkirche Mariae Himmelfahrt | Saalkirche mit eingezogenem Chor, Chorflankenturm, Sattel- und Walmdach, Giebelfassade und Sandsteingliederungen, Chor und Turm spätgotisch 15./16. Jahrhundert, Langhaus 1732; mit Ausstattung | D-6-74-201-1  | weitere Bilder |
| Hauptstraße 25 (Standort)                               | Wehrmauer mit Scharten                     | spätmittelalterlich; nördlich der Kirche | D-6-74-201-1  | weitere Bilder |
| Hauptstraße 25 (Standort)                               | Standbild des hl. Johannes Nepomuk         | auf Inschriftsockel, Sandstein, spätbarock, bezeichnet 1746 | D-6-74-201-10 | weitere Bilder |
| Hauptstraße 25 (Standort)                               | Standbild der Maria Immaculata             | auf gebauchtem Sockel, Sandstein, Rokoko, 1756 | D-6-74-201-10 | weitere Bilder |
| Hauptstraße 25 (Standort)                               | Ehemaliges Pfarrhaus                       | zweigeschossiger und giebelständiger Halbwalmdachbau mit profilierten Rahmungen, 17./18. Jahrhundert                                                                                            | D-6-74-201-11 | weitere Bilder |
| Hauptstraße 25 (Standort)                               | Scheune                                    | giebelständiger Satteldachbau, Fachwerk, 17./18. Jahrhundert | D-6-74-201-11 | weitere Bilder |
| Hauptstraße 37 (Standort)                               | Torbogen                                   | faszierter Rundbogen auf Deckplatten, Sandsteinquader, bezeichnet 1780 | D-6-74-201-12 | weitere Bilder |
| Hauptstraße 40 (Standort)                               | Wohnhaus                                   | eingeschossiger und giebelständiger Halbwalmdachbau mit Fachwerkgiebel, bezeichnet 1814 | D-6-74-201-13 | Wohnhaus       |
| Hauptstraße 49 (Standort)                               | Gaststätte Strätz                          | zweigeschossiger Mansardwalmdachbau, mit geohrten Rahmungen und Fachwerkobergeschoss, 2. Hälfte 18. Jahrhundert                                                                                 | D-6-74-201-14 | weitere Bilder |
| Hauptstraße 49 (Standort)                               | Nebenflügel                                | zweigeschossiger Walmdachbau mit korbbogigem Tor, geohrten Rahmungen und Fachwerkobergeschoss, 2. Hälfte 18. Jahrhundert                                                                        | D-6-74-201-14 | weitere Bilder |
| Kapellenleite (Standort)                                | Katholische Kapelle St Anna                | Saalbau mit eingezogenem Chor, Satteldach, verschiefertem Dachreiter und Sandsteingliederungen, barock, 1713, 1748 Anbau; mit Ausstattung                                                       | D-6-74-201-3  | weitere Bilder |
| Kapellenleite (Standort)                                | Steinkreuz                                 | griechische Form, Sandstein, wohl 14. Jahrhundert | D-6-74-201-3  | weitere Bilder |
| Kapellenleite (Standort)                                | Scheibenkreuz                              | mit eisernem und lateinischem Kreuz, wohl 14. Jahrhundert | D-6-74-201-3  | weitere Bilder |
| Kapellenleite (Standort)                                | Steinkreuz                                 | griechische Form, Sandstein, wohl 14. Jahrhundert; nördlich der Kapelle an der Straße nach Appendorf                                                                                            | D-6-74-201-3  | weitere Bilder |
| Kapellenweg (Standort)                                  | Wegkreuz                                   | Dreinageltypus auf Inschriftsockel, Sandstein, bezeichnet 1908; am Weg zur Annakapelle | D-6-74-201-19 | weitere Bilder |
| Schönbrunner Straße (Standort)                          | Wegkreuz                                   | Dreinageltypus auf Inschriftsockel, Sandstein, bezeichnet 1857, Kreuzesstamm erneuert | D-6-74-201-18 | weitere Bilder |
| Mühlgasse 3 (Standort)                                  | Ehemalige Mühle                            | sogenannte Burgmühle, zweigeschossiger und giebelständiger Halbwalmdachbau mit Fachwerkgiebel und traufseitigem Obergeschoss in Zierfachwerk mit ornamentierten Holzfüllungen, um 1630          | D-6-74-201-15 | weitere Bilder |
| Nähe Kirchplatz (Standort)                              | Friedhofskreuz                             | Dreinageltypus auf Inschriftsockel, Sandstein, um 1900 | D-6-74-201-2  | weitere Bilder |
| Nähe Kirchplatz (Standort)                              | Bildstockkopf                              | mit Darstellung der Kreuzigung und des hl. Christophorus, Maßwerkgliederungen, Sandstein spätgotisch, um 1430/50                                                                                | D-6-74-201-2  | weitere Bilder |
| Nähe Kirchplatz, an der Kirche (Standort)               | Kriegerdenkmal                             | Heimatstil, um 1925 | D-6-74-201-2  | weitere Bilder |
| Nähe Kirchplatz, an der Kirche (Standort)               | Priestergrab                               | um 1925 | D-6-74-201-2  | BW             |
| Nähe Kirchplatz/Gartenstraße (Standort)                 | Erinnerungsmal                             | an den Luftangriff 1944, um 1955 | D-6-74-201-2  | weitere Bilder |
| Raiffeisenplatz 3 (Standort)                            | Wohnhaus                                   | eingeschossiges und giebelständiges Satteldachhaus mit Fachwerkgiebel, 17. Jahrhundert | D-6-74-201-16 | Wohnhaus       |
| Raiffeisenplatz 4 (Standort)                            | Wohnhaus                                   | eingeschossiger und giebelständiger Satteldachbau mit Fachwerkobergeschoss und Werksteingliederungen, 1. Hälfte 19. Jahrhundert, über älterem Kern                                              | D-6-74-201-17 | Wohnhaus       |
| Schönbrunner Straße 1 (Standort)                        | Wohnhaus                                   | eingeschossiger und traufständiger Halbwalmdachbau, mit profilierten Rahmungen in Sandstein, 18. Jahrhundert                                                                                    | D-6-74-201-20 | weitere Bilder |

## Ehemalige Baudenkmäler
| Lage                       | Objekt   | Beschreibung | Akten-Nr.    | Bild |
| -------------------------- | -------- | --- | ------------ | ---- |
| Bahnhofstraße 2 (Standort) | Wohnhaus | eingeschossiges und giebelständiges Satteldachhaus mit profilierten Rahmungen und Fachwerkobergeschoss, 17./18. Jahrhundert | D-6-74-201-7 | BW   |